# Martin Beale
Evelyn Martin Lansdowne Beale (* 8. September 1928 in Stanwell Moore, Middlesex; † 23. Dezember 1985) war ein britischer Mathematiker und Statistiker, der sich mit Mathematischer Optimierung und Operations Research befasste.

## Leben
Beale war der Sohn eines Physikers, der für ein Ölfirma arbeitete und später eine Beratungsfirma hatte. Als die Familie 1932 im Iran war, steckte sich Beale mit Malaria an, was seine Schulzeit später unterbrach. Er besuchte 1942 bis 1946 das Winchester College und studierte an der Universität Cambridge (Trinity College) mit dem Bachelor-Abschluss 1949 mit Bestnoten und einem Diplom in Mathematischer Statistik 1950. Danach arbeitete er bei Steven Vajda in der Abteilung Mathematik des Admiralty Research Laboratory (A.R.L.) in Teddington. 1957/58 war er in der Statistik-Gruppe an der Princeton University. 1961 war er einer der Gründer des Dienstleisters C. E. I. R. (Corporation for Economic and Industrial Research), der Operations Research und Mathematische Optimierung für die Industrie anwandte und der später von British Petroleum übernommen wurde (als Scicon). 1967 war er Gastprofessor am Imperial College London.
1954 führte er unabhängig von Carlton Lemke das duale Simplex-Verfahren ein. Neben George Dantzig war er auch ein Pionier der stochastischen Programmierung, der Anwendung der Linearen Programmierung auf Probleme mit Unsicherheiten.
Er war Fellow der Royal Society (1979) und in deren Rat. 1974 bis 1976 war er Vorstand der Mathematical Programming Society und 1978 bis 1980 Vizepräsident der Royal Statistical Society. Beale war Fellow der British Computer Society und Mitglied des International Statistical Institute. 1980 erhielt er die Silbermedaille der Operations Research Society. Im selben Jahr wurde er Vizepräsident des Institute of Mathematics and its Applications. 1988 wurde ihm postum die EURO Goldmedaille der European Association for Operations Research Societies verliehen.
Die Mathematical Optimization Society verleiht den Beale-Orchard-Hays Preis in Mathematischer Optimierung zu seinen Ehren und der von William Orchard-Hays.

## Schriften
- Mathematical Programming in Practice, Pitman Publ., London 1968
- Introduction to Optimization, Wiley 1988
- mit Maurice George Kendall, D. W. Mann: The discarding of variables in multi-variate analysis, Biometrika, Band 54, 1967, S. 357